# Dominik García-Lorido

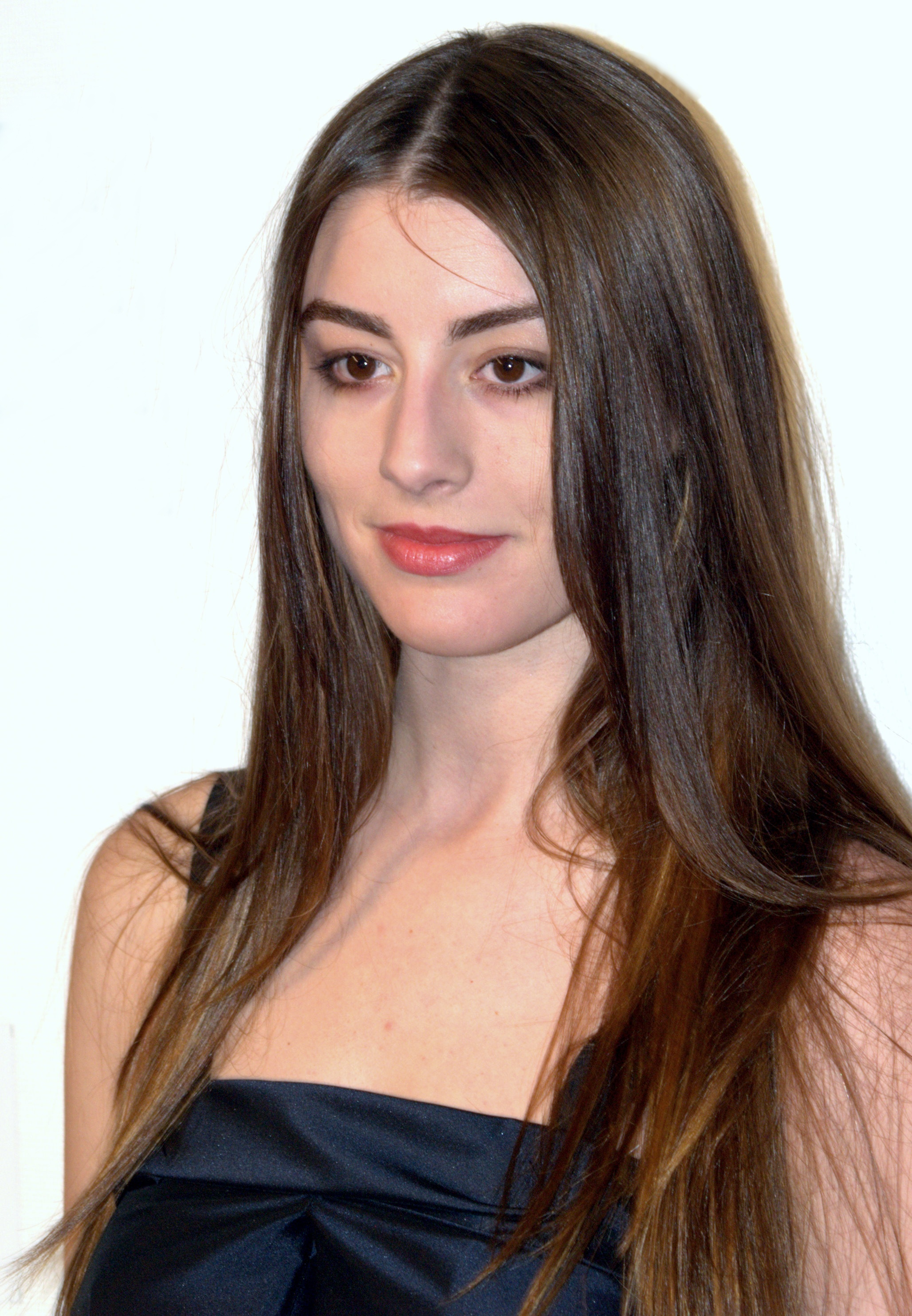
Dominik Cristina García-Lorido beim Tribeca Film Festival, 2009

Dominik Cristina García-Lorido (* 16. August 1983 in Miami, Florida) ist eine US-amerikanische Schauspielerin. Bekannt geworden ist sie durch die Rollen als Mercedes Fellove in The Lost City und als Vivian Rizzo in Meet the Rizzos. In letzterem spielte sie die Tochter des Hauptdarstellers, dargestellt von ihrem Vater Andy García. Von 2012 bis 2013 verkörperte sie Mercedes Lazaro in der Starz-Fernsehserie Magic City.

## Jugend
García-Lorido wurde als Tochter von María Victoria „Marivi“ Lorido und des Schauspielers Andy García in Miami geboren. Sie ist damit die Älteste von vier Geschwistern. Ihre Eltern sind beide kubanischer Herkunft; ihr Vater wurde in Havanna geboren und ihre Großeltern mütterlicherseits stammen aus Spanien, aus Taramundi in Asturien. Sie wuchs in Los Angeles auf und begann im Alter von drei Jahren mit Tanzen. 2004 schloss sie ihr Schauspielstudium an der University of California (UCLA) ab. 2022 heiratete sie den Regisseur Michael Doneger.

## Karriere
Nach kleineren Nebenrollen hatte García-Lorido ihr Schauspieldebüt eigentlich 2005 in dem Film The Lost City, in dem ihr Vater Regie führte und auch eine Hauptrolle spielte. Die Produktion des Films, der von der Verwicklung der Mafia im Kuba der 1950er Jahre handelt, zog sich über 15 Jahre hin. In weiteren Rollen waren Dustin Hoffman als Meyer Lansky und Bill Murray als The Writer zu sehen. Nach diesem Film entschloss sich Dominik García-Lorido zur professionellen Schauspielerei und zu einer engeren Zusammenarbeit mit ihrem Vater.
Sie erhielt bedeutendere Rollen in erfolgreicheren Filmproduktionen. Im Jahr 2008 stellte sie bereits Figuren in drei Filmen dar, darunter in dem anti-rassistischen Western I Am Somebody: No Chance in Hell, in dem Kriminalfilm Reflections und in La Linea – The Line, in dem Ray Liotta und Andy García die Hauptrollen spielten. 2009 übernahm García-Lorido in der Filmkomödie Meet the Rizzos die Rolle der Vivian Rizzo an der Seite ihres Vaters sowie von Emily Mortimer, Julianna Margulies und Alan Arkin.

## Filmografie
- 1995: Steal Big Steal Little
- 2004: Last Goodbye
- 2005: The Lost City
- 2007: Luz del mundo
- 2008: I Am Somebody: No Chance in Hell
- 2008: Reflections
- 2009: Meet the Rizzos (City Island)
- 2009: La Linea – The Line (La Linea)
- 2011: Magic City Memoirs
- 2012–2013: Magic City (Fernsehserie, 15 Episoden)
- 2015: Wild Card
- 2019: Mr. Robot (Fernsehserie, 2 Episoden)